# Brasão de Mariluz
O brasão de armas do município de Mariluz, criado pela Lei Municipal n.° 472 de 1973 e elaborado pelo professor heraldista Arcinoé Antonio Peixoto de Faria, é um dos três símbolos oficiais do município brasileiro supracitado, localizado no interior do estado do Paraná e distante 551 km da capital paranaense, cuja representação remete à cultura e história local. Seu uso é obrigatório no timbre de documentos oficiais emitidos pelos Poderes Legislativo e Executivo da cidade, e por demais órgãos da administração pública.
O projeto de lei do modelo do escudo de Mariluz remonta à terceira legislatura municipal, aprovado pelo plenário da Câmara de Vereadores e, posteriormente, sancionado pelo então prefeito Joaquim Lopes Gutierres no dia 8 de novembro de 1973.

## Descrição

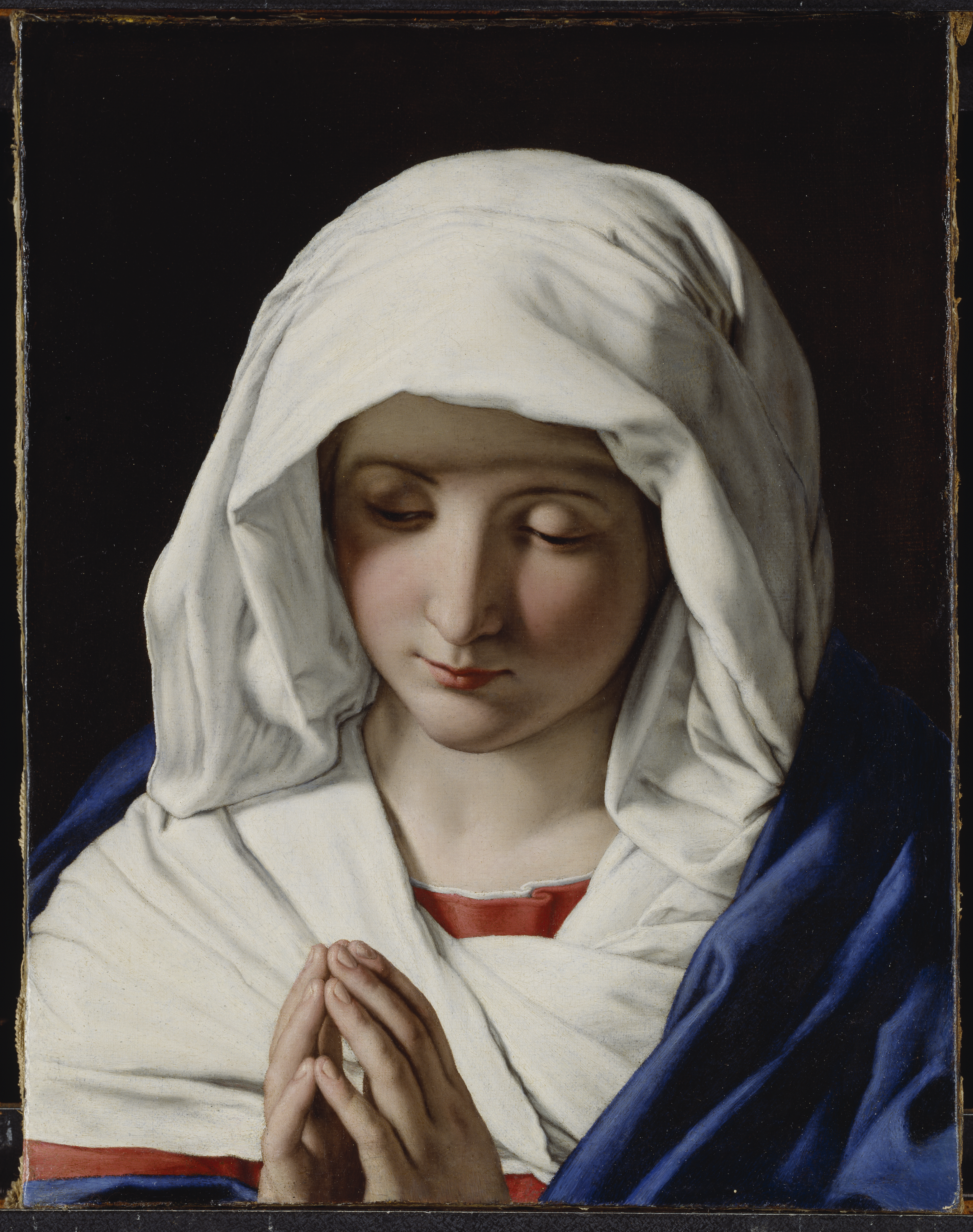
Representação da Virgem Maria, figura responsável pelo sentido parlante do Brasão.

O escudo francês moderno, também chamado de escudo samnitico ou somático (adotado pela heráldica brasileira desde os tempos do Império), possui um formato retangular cujos cantos inferiores são arredondados por arcos de círculos com raios de mesmo módulo. A cor azul que cobre o campo do escudo retrata a justiça, nobreza, perseverança, zelo e lealdade; e os seus portadores estão comprometidos a favorecer o desenvolvimento da agricultura. No centro, a flor-de-lis (figura heráldica associada à monarquia francesa) exprime a pureza e essência divina, a calma e a docilidade, e é também, no caso do Brasão, com seu resplendor de prata, o símbolo da Virgem Maria. A faixa ondada que corta o campo do escudo corresponde ao Rio Piquiri, um dos maiores afluentes do Rio Paraná (que está entre os dez maiores rios do mundo).
Acima do escudo, a coroa mural de prata com oito torres, das quais cinco estão aparentes, é privativa das cidades e representa a autonomia e a evolução político-administrativa do Município. Seu desenho, inspirado noscastelos heráldicos, assemelha-se aos muros construídos entorno das antigas civilizações, cujas torres (consideradas o último reduto de defesa) simbolizam a cidade autônoma. As portas abertas, desenhadas uma em cada uma das torres, afirmam o caráter hospitaleiro do povo mariluzense e a cor vermelha é indicativa de amor-pátrio, audácia, dedicação, intrepidez, coragem e valentia.
Como suportes, os galhos de algodoeiro floridos, à esquerda e direita, relembram a extensa e riquíssima cultura do algodão que toma incremento no final dos anos 1980, alastra-se pelas terras da região, e torna o Município um dos maiores produtores do Estado. Por sua vez, as hastes de feijão-soja evidenciam a riqueza econômica de Mariluz. O brasão recebe um listel vermelho, que é a moldura ou o filete com os mesmos esmaltes das armas, contendo em letras de prata o topônimo identificador “MARILUZ”, ladeado pela data de “29 DE NOVEMBRO DE 1963”, marco da emancipação político-administrativa do Município.

## Interpretação simbólica
O parágrafo único do art. 19 da Lei Municipal nº 472/73 estabelece que o Brasão, descrito em termos próprios de heráldica, tem a seguinte interpretação simbólica:
Original (em português): a) - o escudo samnítico, usado para representar o Brasão de Armas de Mariluz, foi o primeiro estilo de escudo introduzido em Portugal por influência francesa, herdado pela heráldica brasileira como evocativo da raça colonizadora e principal formadora da nossa nacionalidade;
b) - a coroa mural que o sobrepõe é o símbolo universal dos brasões de domínio, que sendo de argente (prata), de oito torres, das quais apenas cinco são visíveis em perspectiva no desenho, classifica a cidade representada na TERCEIRA GRANDEZA ou seja, sede do Município;
c) - é a coroa mural iluminada de goles (em vermelho), cor simbólica da dedicação, amor-pátrio, audácia, intrepidez, coragem, valentia, predicados daqueles pioneiros desbravadores dos sertões paranaenses, em que se destaca o vulto de José Alfredo de Almeida, fundador da cidade;
d) - a cor blau (azul) do campo do escudo é símbolo heráldico da justiça, nobreza, perseverança, zelo e lealdade;
e) - em abismo (centro ou coração do escudo), a flor-de-liz é o símbolo da Virgem Maria que, com o resplendor, dá o sentido parlante do brasão, lembrando o topônimo inspirado na luz que se irradia do nome de Maria;
f) - o metal argente (prata) é símbolo de paz, de amizade, trabalho, prosperidade, pureza e religiosidade;
g) - a faixa ondada de argente que corta o campo do escudo ao termo (parte inferior do mesmo), representa o Rio Piquiri, em cujo vale ergue-se a cidade;
h) - nos ornamentos exteriores, as hastes de feijão-soja e os galhos de algodão floridos, lembram os principais produtos oriundos da terra dadivosa e fértil, esteios da economia municipal;
i) - no listel de goles (em vermelho), em letras argentinas (prateadas), inscreve-se o topônimo identificador “MARILUZ” ladeado pela data de sua emancipação política “29 DE NOVEMBRO DE 1963”. Lei Municipal nº 472 de 8 de novembro de 1973, Artigo 19º (em português)

## Uso

O brasão de Mariluz também está presente na bandeira do município.

Segundo o art. 20 da Lei nº 472/73, é obrigatório o uso do Brasão de Armas para timbrar a documentação oficial do município de Mariluz, com a representação icnográfica das cores, em conformidade com a Convenção Internacional, quando a impressão é feita a uma só cor e a obediência das cores, heráldicas, quando a impressão é feita em policromia. 
Objetivando a divulgação municipalista o art. 21, da mesma Lei, estabelece que o Brasão Municipal poderá ser reproduzido em:
- decalcomanias;
- brasões de fachada;
- flâmulas;
- clichês;
- distintivos;
- medalhas;

E outros materiais, bem como apostos a objetos de arte, desde que, em qualquer reprodução, sejam observados os módulos e cores heráldicas.